# Древесные щитники

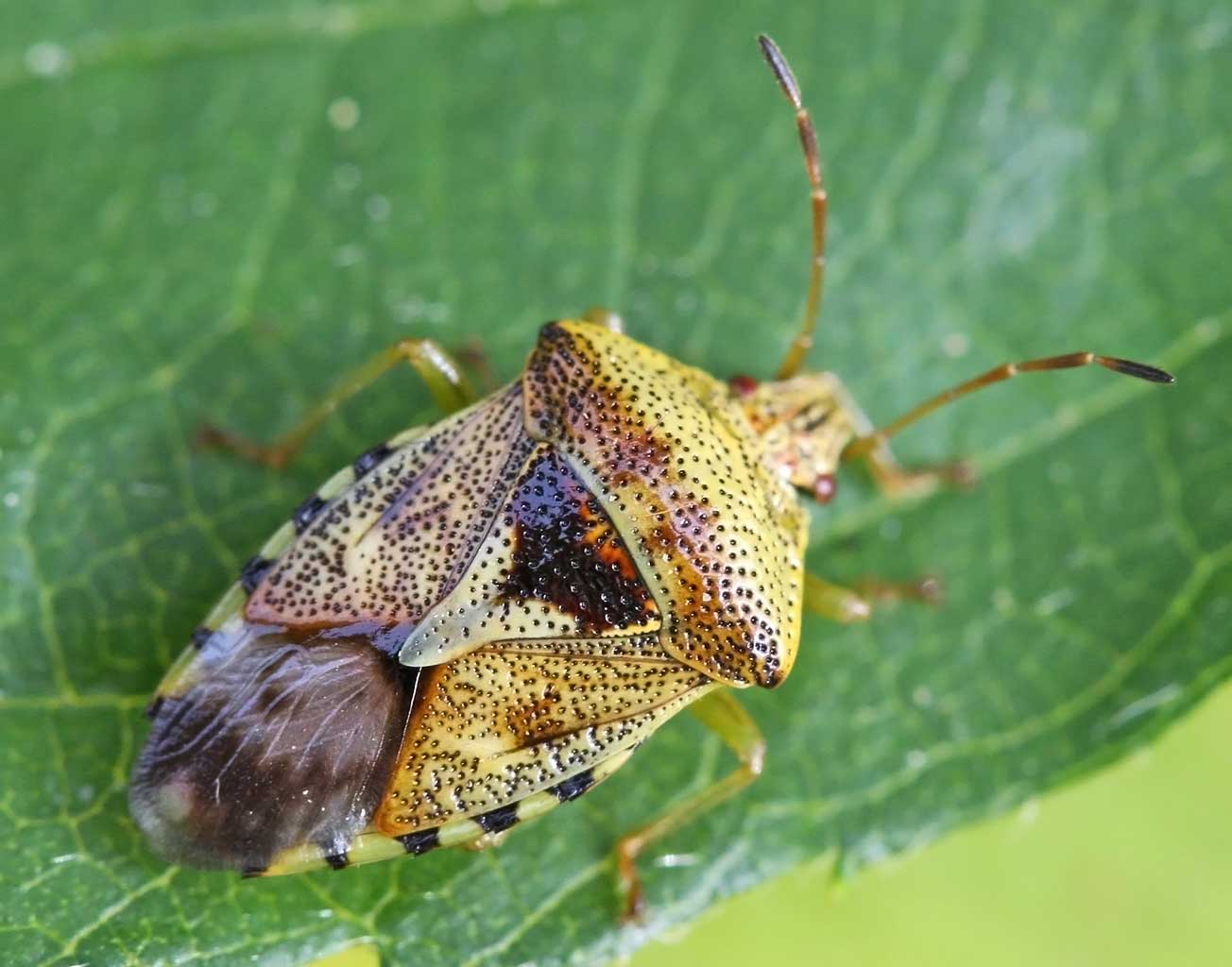
Щитник серый

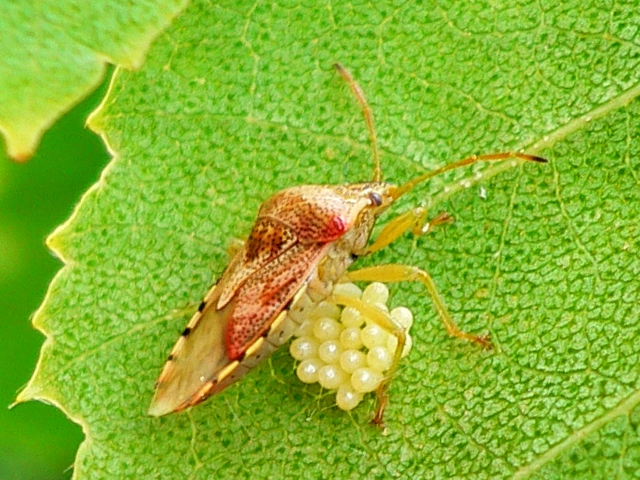
Самка, охраняющая пакет с яйцами

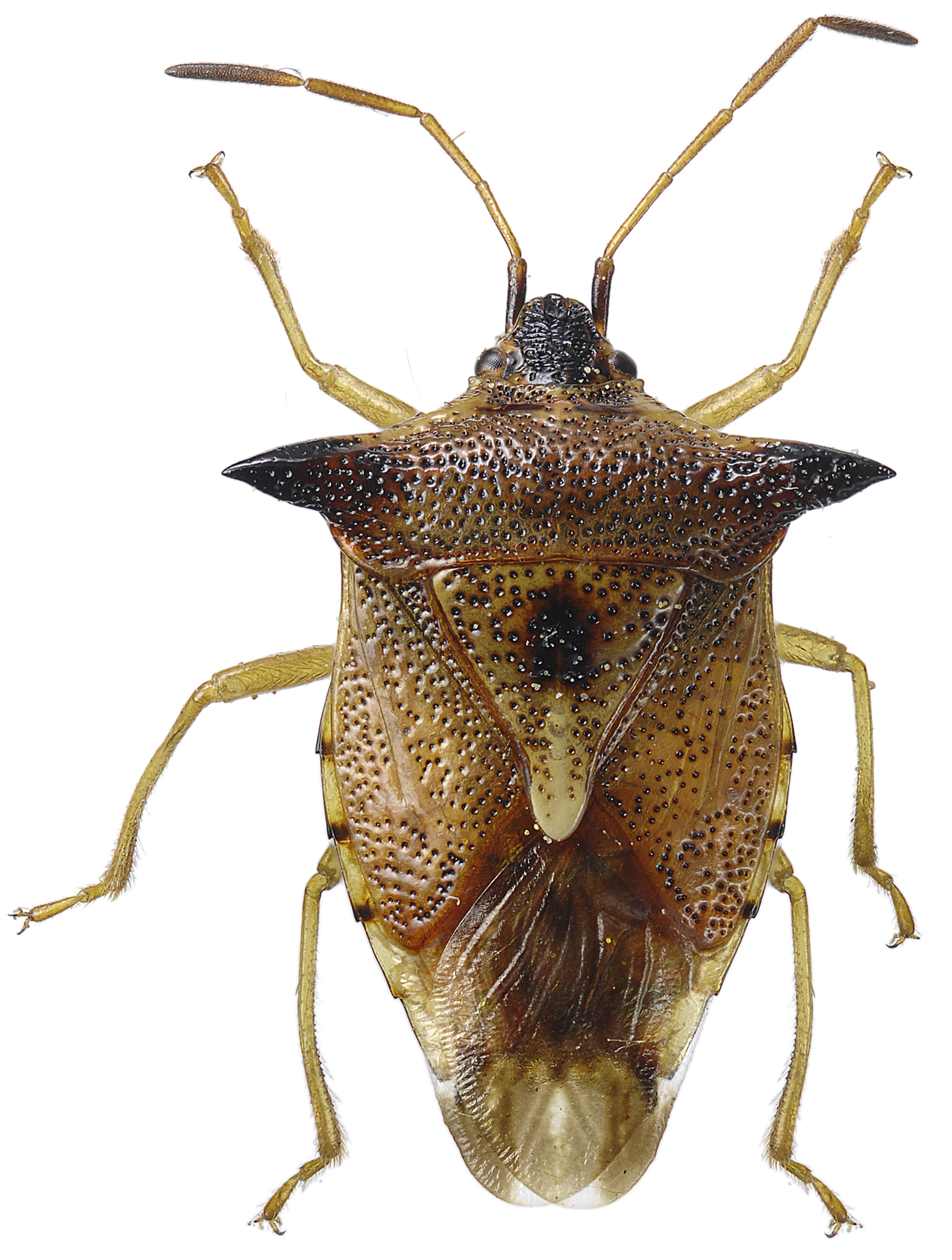
Щитник ржавый

Древесные щитники (лат. Acanthosomatidae) — семейство клопов, насчитывающее 57 родов и 317 видов.

## Описание
Тело клопов удлинённое, широкое в области среднеспинки и сужающееся к концу тела. Около основания брюшка отходит шип, направленный вперёд. Это клопы небольших размеров, в длине достигающие от 5 до 35 мм. У самок на брюшке имеются щетинистые участки, называемые органами Пендерграста. Они трутся об них задними лапками во время яйцекладки, а затем прикрепляют яйца к месту откладки.
Материнская забота (поведение охраны яиц и нимф) была зафиксирована у некоторых родов Acanthosomatidae, таких как Elasmucha (щитник серый), Sastragala, Acanthosoma (Acanthosoma firmatum), Sinopla (Sinopla perpunctatus). Другой способ репродукции встречается у не заботящихся видов, самки которых обмазывают яйца перед выходом из них. Они обладают парами сложных органов на брюшке (органы Пендерграста) и наносят выделения этого органа на каждое яйцо задними ногами, что, как предполагается, обеспечивает защитную функцию от врагов. Приобретение материнской заботы коррелирует с уменьшением или потерей органа Пендерграста, что предполагает эволюционный компромисс между этими двумя признаками в результате физиологических затрат.

## Экология и местообитания
Живут в кронах деревьев и кустарников. Встречаются в лесных местообитаниях, садах и парках. Высасывают соки из плодов и бутонов древесных растений. Зиму проводят в имагинальной стадии под опавшей листвой или брёвнами. Яйца самка откладывает весной.

## Этимология
Научное название «Acanthosomatidae» происходит от др.-греч. άκανθα  — «шип» или «рог» и др.-греч. σώμα — «тело», что связано с пластинчатым отростком на среднегруди и направленным вперёд шипом на основании брюшка. Русское название «древесные щитники» описывает их местообитания (см. экология и местообитания).

## Распространение
В мировой фауне насчитывается 57 родов и 317 видов этого семейства. В Северной Америке обитают 5 видов из 2 родов.

## Систематика
Это семейство ранее входило в состав семейства щитников (Pentatomidae). К этому семейству относят следующие подсемейства:
- Acanthosomatinae  Signoret, 1863
  - Acanthosoma Curtis, 1824
  - Ameenocoris Ahmad & Moizuddin, 1990
  - Amphaces Dallas, 1851
  - Anaxandra Stål, 1876
  - Catadipson Breddin, 1903
  - Cyphostethus Fieber, 1860
  - Elasmostethus Fieber, 1860 
  - Elasmucha Stål, 1864 
  - Eupolemus Distant, 1910
  - Grossaria Kumar, 1974
  - Lindbergicoris Leston, 1953[10][11]
  - Mahea Distant, 1909
  - Microdeuterus Dallas, 1851
  - Oncacontias Breddin, 1903
  - Platacantha Lindberg, 1934
  - Proctophantasta Breddin, 1903
  - Rhopalimorpha Dallas, 1851
  - Sastragala Amyot & Serville, 1843

- Blaudusinae  Kumar, 1974
  - Andriscus Stål, 1876
  - Abulites Stål, 1876
  - Acrophyma Bergroth, 1917
  - Anischys Dallas, 1851
  - Bebaeus Dallas, 1851
  - Blaudus Stål, 1872
  - Duadicus Dallas, 1851
  - Ea Distant, 1911
  - Galgacus Distant, 1899
  - Hellica Stål, 1867
  - Hiarchas Distant, 1910
  - Lanopis Signoret, 1863
  - Mochus Distant, 1910
  - Monteithiessa Kumar, 1974
  - Noualhieridia Breddin, 1898
  - Panaetius Stål, 1865
  - Phorbanta Stål, 1867
  - Sinopla Signoret, 1863
  - Sniploa Signoret, 1863
  - Stauralia Dallas, 1851
  - Xosa Kirkaldy, 1904

- Ditomotarsinae  Signoret, 1863
  - Aesepus Stål, 1876
  - Agamedes Stål, 1876
  - Cylindrocnema Mayr, 1864
  - Ditomotarsus Spinola, 1850
  - Esbenia Jensen-Haarup, 1931
  - Hyperbius Stål, 1867
  - Ibocoris Roche, 1947
  - Laccophorella Horváth, 1904
  - Mazanoma Rolston & Kumar, 1975[12]
  - Nopalis Signoret, 1863
  - Planois Signoret, 1863
  - Praesus Stål, 1872
  - Rolstonus Froeschner, 1997
  - Sangarius Stål, 1865
  - Tolono Rolston & Kumar, 1975
  - Uhlunga Distant, 1892